# 浪塘水库
浪塘水库是中国广西壮族自治区百色市境内的一座水库，位于右江磺桑河上，建于1973年。水库正常库容为872万立方米，集雨面积为330平方千米，海拔为110米。